# Sphenomorphus tanahtinggi
Sphenomorphus tanahtinggi är en ödleart som beskrevs av  Inger, Lian LAKIM och YAMBUN 200. Sphenomorphus tanahtinggi ingår i släktet Sphenomorphus och familjen skinkar. Inga underarter finns listade i Catalogue of Life.